# Tarzan (filme de 2013)
Tarzan, também referenciado como Tarzan 3D (no Brasil, Tarzan: A Evolução da Lenda), é um filme de animação por captura de movimento alemão dirigido por Reinhard Klooss. Lançado em 17 de outubro de 2013 na Rússia, o filme foi lançado em outros países somente em 2014. Na versão original conta com as vozes de Kellan Lutz, Spencer Locke, Anton Zetterholm e Jaime Ray Newman. O roteiro foi escrito por Reinhard Klooss, Jessica Postigo e Yoni Brenner, sendo baseado no personagem clássico de Tarzan of the Apes (1914), de Edgar Rice Burroughs.

## Enredo
Tarzan e Jane Porter precisam enfrentar um exército enviado pelo CEO da Greystoke Energies, o homem que assumiu a empresa depois que os pais de Tarzan morrem em um acidente de helicóptero. Tarzan (J. J. Greystoke) é encontrado por uma gorila que adota o menino .Kala perdeu  seu filhote recentemente o qual caiu de um penhasco . O menino cresce na selva e curiosamente ignora a presença do pai de Jane , funcionário dos pais que vive na floresta em busca de um meteoro que se chocou com a terra naquela região . O interesse do rei da selva só se apresenta no momento em que Jane vai visitar o pai , Tarzan salva Jane no mínimo umas quatro vezes ao longo do filme , o rival Clayton presidente da empresa dos pais de Tarzan chega na África dando segmento no projeto , tenta matar Tarzan logo que percebe a presença dele e no desfecho ele deixa Jane e o pai dela para morrerem na explosão do local onde encontraram o meteoro. Tarzan os salva com auxílio de Rafiki seu pássaro e outros animais da floresta.

## Elenco
- Kellan Lutz como Tarzan, um homem criado por gorilla desde sua infância, depois de sobreviver a um acidente de avião que matou seus pais.[5]
  - Craig Garner como Tarzan de quatro anos.
  - Anton Zetterholm como Tarzan na juventude.
- Spencer Locke como Jane Porter, o interesse amoroso de Tarzan.[5]
- Jaime Ray Newman como Alice Greystoke, a mãe de Tarzan que morre em um acidente de avião junto com seu marido.[6]
- Robert Capron como Derek
- Mark Deklin como John Greystoke, o pai de Tarzan e ex-CEO da Greystoke Energies antes da morte dele e de sua esposa. Antes de sua morte, John estava explorando o local da queda de um antigo meteorito, e estava à beira de uma descoberta.[3]
- Joe Cappelletti como a voz de William Clayton, o CEO ganancioso da Greystoke Energies, que envia um exército mercenário para eliminar Tarzan e Jane.[6]
- Brian Huskey como Smith
- Faton Millanaj como Miles

| Personagens     | Brasil            | Portugal               |
| --------------- | ----------------- | ---------------------- |
| Tarzan          | José Loreto       | José Fidalgo           |
| Jane            | Débora Nascimento | Mafalda Luís de Castro |
| Narrador        |                   | Vasco Palmeirim        |
| William Clayton | Alexandre Moreno  | Tobias Monteiro        |
| Alice Greystoke | Priscila Amorim   |                        |
| John Greystoke  | Eduardo Borgerth  |                        |
| M. Smith        | Sérgio Stern      |                        |
| Porter          | Hélio Ribeiro     |                        |

 Versão portuguesa
- Direcção de dobragem : Cláudia Cadima[9]

## Lançamento
Anteriormente, o lançamento ocorreria em 17 de outubro na Alemanha, porém o lançamento acabou ocorrendo somente em fevereiro do ano seguinte. Na maioria dos outros países, o lançamento ocorreu no início de 2014.

## Recepção
Peter Debruge, da Variety, disse que o filme é "uma monstruosidade para qualquer pessoa acima de 10 anos de idade." Jordan Mintzer, do The Hollywood Reporter, declarou que em Tarzan 3D, "tudo parece muito simplista, como um esboço de desenhos animados de 10 minutos inchados em um longa-metragem, sendo apoiado por uma narração explicativa que às vezes pode soar estranha." Já Francisco Russo, do Adoro Cinema, analisou positivamente a animação, dizendo que "Tarzan: A Evolução da Lenda convence".